# Campionati del mondo di ciclismo indoor - Singolo femminile
Il singolo femminile è uno degli eventi di ciclismo artistico disputati durante i Campionati del mondo di ciclismo indoor. L'evento si tenne per la prima volta nel 1959 come Memorial Achille Joinard, per poi essere inserito ufficialmente nel programma iridato a partire dal 1970.

## Albo d'oro
Aggiornato all'edizione 2012.
| Anno | Vincitrice                | Seconda               | Terza                 |
| ---- | ------------------------- | --------------------- | --------------------- |
| 1959 | Edith Beneke              | Käthi Wahl            | Ursula Beckers        |
| 1960 | Anna Matoušková           | Edith Manthey         | Ursula Beckers        |
| 1961 | Gisela Florack            | Edith Manthey         | Annerose Loesch       |
| 1962 | Gisela Florack            | Gerhild Bauer         | Annerose Loesch       |
| 1963 | Gerhild Bauer             | Edith Manthey         | Annerose Loesch       |
| 1964 | Gerhild Bauer             | Annemarie Fehr        | Anna Matoušková       |
| 1965 | Annemarie Fehr            | Gerhild Bauer         | Anna Matoušková       |
| 1966 | Gerhild Bauer             | Anna Matoušková       | Annemarie Fehr        |
| 1967 | Anna Matoušková           | Hildegard Laigre      | Annemarie Flaig       |
| 1968 | Annemarie Flaig           | Anna Matoušková       | Hildegard Laigre      |
| 1969 | Annemarie Flaig           | Anna Matoušková       | Elisabeth Binanzer    |
| 1970 | Annemarie Flaig           | Anna Matoušková       | Hildegard Laigre      |
| 1971 | Annemarie Flaig-Schlosser | Anna Matoušková       | Hildegard Laigre      |
| 1972 | Annemarie Flaig-Schlosser | Anna Matoušková       | Elisabeth Binanzer    |
| 1973 | Elisabeth Binanzer        | Anna Matoušková       | Edith Westhäuser      |
| 1974 | Anna Matoušková           | Elisabeth Binanzer    | Gabi Höhler           |
| 1975 | Anna Matoušková           | Regina Jisra          | Gabi Höhler           |
| 1976 | Anna Matoušková           | Edith Westhäuser      | Lea Horváthová        |
| 1977 | Anna Matoušková           | Edith Westhäuser      | Gabi Höhler           |
| 1978 | Gabi Höhler               | Anna Matoušková       | Gudrun Lorenz         |
| 1979 | Anna Matoušková           | Eliane Maggi          | Silvia Steiner        |
| 1980 | Eliane Maggi              | Regina Jisra          | Lea Horváthová        |
| 1981 | Petra Bender              | Regina Jisra          | Eliane Maggi          |
| 1982 | Maria Beerlage            | Petra Bender          | Eliane Maggi          |
| 1983 | Maria Beerlage            | Danuše Hájková        | Ursula Pfaff          |
| 1984 | Gudrun Regele             | Maria Beerlage        | Danuše Hájková        |
| 1985 | Eliane Maggi              | Gudrun Regele         | Danuše Hájková        |
| 1986 | Heike Marklein            | Danuše Hájková        | Jana Pospíšilová      |
| 1987 | Marianne Martens          | Heike Marklein        | Dana Hrdličková       |
| 1988 | Marianne Martens          | Heike Marklein        | Iris Kurz             |
| 1989 | Heike Marklein            | Iris Kurz             | Marianne Martens      |
| 1990 | Claudia Dreher            | Marianne Martens      | Iris Kurz             |
| 1991 | Iris Kurz                 | Andrea Barth          | Sabine Franz          |
| 1992 | Iris Kurz                 | Andrea Barth          | Leona Soušková        |
| 1993 | Iris Kurz                 | Andrea Barth          | Leona Soušková        |
| 1994 | Andrea Barth              | Iris Kurz             | Martina Štepánková    |
| 1995 | Andrea Barth              | Sonja Bissinger       | Leona Soušková        |
| 1996 | Andrea Barth              | Martina Štepánková    | Daniela Keller        |
| 1997 | Sandra Schlosser          | Martina Štepánková    | Sonja Bissinger       |
| 1998 | Martina Štepánková        | Sonja Bissinger       | Astrid Ruckaberle     |
| 1999 | Martina Štepánková        | Sandra Schlosser      | Astrid Ruckaberle     |
| 2000 | Astrid Ruckaberle         | Martina Štepánková    | Sandra Schlosser      |
| 2001 | Martin Rominger           | Martina Štepánková    | Nicole Krautwurst     |
| 2002 | Martina Štepánková        | Astrid Ruckaberle     | Silke Gaiser          |
| 2003 | Astrid Ruckaberle         | Corinna Hein          | Martina Štepánková    |
| 2004 | Claudia Wieland           | Corinna Hein          | Sarah Kohl            |
| 2005 | Claudia Wieland           | Sandra Beck           | Denise Boller         |
| 2006 | Sarah Kohl                | Claudia Wieland       | Sandra Beck           |
| 2007 | Anja Scheu                | Sarah Kohl            | Sandra Beck           |
| 2008 | Anja Scheu                | Sandra Beck           | Marion Kleinschwärzer |
| 2009 | Corinna Hein              | Sandra Beck           | Denise Boller         |
| 2010 | Denise Boller             | Marion Kleinschwärzer | Corinna Hein          |
| 2011 | Corinna Hein              | Sandra Beck           | Nikola Lebánková      |
| 2012 | Corinna Hein              | Sandra Beck           | Adriana Mathis        |
| 2013 |                           |                       |                       |

## Medagliere
| Pos.   | Nazione        | Oro | Argento | Bronzo | Totale |
| ------ | -------------- | --- | ------- | ------ | ------ |
| 1      | Germania Ovest | 20  | 19      | 16     | 55     |
| 2      | Germania       | 17  | 17      | 10     | 44     |
| 3      | Cecoslovacchia | 7   | 10      | 9      | 26     |
| 4      | Svizzera       | 4   | 2       | 5      | 11     |
| 5      | Rep. Ceca      | 3   | 4       | 5      | 12     |
| 6      | Austria        | 3   | 2       | 5      | 10     |
| 7      | Germania Est   | 0   | 0       | 3      | 3      |
| 8      | Francia        | 0   | 0       | 1      | 1      |
| Totale | Totale         | 54  | 54      | 54     | 162    |